# Editto di Pistres
L'editto di Pistres è spesso ritenuto uno dei pochi, se non l'unico, esempio di buon governo da parte di Carlo il Calvo, il primo Re di Francia. L'editto venne promulgato, come il suo nome lascia intendere, nella città di Pistres, l'odierna Pîtres, nel dipartimento francese dell'Eure, il 25 luglio 864.
In un'epoca in cui i Vichinghi saccheggiavano più volte l'anno le coste d'Europa, risalendo i fiumi per spingersi fin nelle regioni interne (specialmente francesi), un re che fosse riuscito a batterli in campo aperto e a prevenire i loro futuri attacchi sarebbe stato grandemente considerato dalla popolazione. Per questa ragione il principale, e più durevole, scopo dell'editto fu quello di proteggere le città e le campagne dai loro attacchi. A tal fine Carlo il Calvo creò una grande forza di cavalleria che poteva essere richiamata e schierata in qualunque momento. Egli ordinò che ogni uomo che possedeva un cavallo o poteva dotarsi di un cavallo entrasse a far parte di questo esercito. Con quest'editto cominciò la fortuna della cavalleria francese, che tanta fama ottenne nei 7 secoli successivi. L'intenzione del re era di poter disporre di una forza mobile con cui affrontare il nemico prima che egli potesse saccheggiare e fuggire indisturbato col bottino.
Per prevenire anche solo la possibilità che i Vichinghi potessero facilmente realizzare un forte bottino, Carlo ordinò che in ogni città che si affacciava su di un fiume venissero costruiti ponti fortificati. Questo prevenne la possibilità di risalire i fiumi francesi alle temute navi vichinghe. Per dare l'esempio, il primo ponte venne costruito nella stessa città di Pistres, sulla Senna. A Parigi vennero costruiti ponti su entrambi i lati dell'Île de la Cité. Questi ponti si sarebbero rivelati fondamentali, salvando la città durante l'Assedio di Parigi (885 - 886), sostenuto da Carlo il Grosso contro i Vichinghi. Carlo il Calvo proibì anche qualunque commercio in armi con i Vichinghi, per evitare un loro stanziamento in Gallia.
A parte le riforme militari, l'editto ebbe conseguenze politiche ed economiche. Il re Pipino II di Aquitania, contro cui Carlo combatté per decenni, venne catturato e formalmente deposto nell'864, a Pistres. Economicamente, oltre al divieto di commercio col nemico, Carlo rafforzò il suo controllo sulle zecche e ne limitò il numero a dieci. Carlo tentò anche di fermare e controllare la costruzione di castelli privati, ma questo tentativo fallì ed anche i piccoli signori locali costruirono fortezze private sulle cime di colline, per proteggere sé stessi e il territorio circostante dal pericolo di un'invasione scandinava.